# Qəbələi járás
A Qəbələi járás (azeri nyelven: Qəbələ rayonu) Azerbajdzsán egyik járása. Székhelye Qəbələ.

A Qəbələi járás elhelyezkedése Azerbajdzsánban

## Népesség
- 1999-ben 82 803 lakosa volt, melyből 64 620 azeri (78%), 13 840 lezg (16,7%), 3 962 udin (4,8%), 246 török, 106 orosz és ukrán, 13 tatár, 7 örmény, 2 grúz.
- 2009-ben 93 652 lakosa volt, melyből 73 667 azeri (78,7%), 16 020 lezg (17,1%), 3 697 udin (4%), 139 török, 89 orosz, 10 tatár, 8 ukrán, 7 talis, 3 örmény.